# Tractat de Madrid (1801)
El Tractat de Madrid és un tractat internacional que es va signar a la ciutat de Madrid el 29 de setembre de 1801 entre Joan VI de Portugal i representants del Primer Imperi Francès.
Sobre la base dels termes de l'acord, el Regne de Portugal fou obligada a mantenir els principis del Tractat de Badajoz. No obstant això, es van fer addicions a aquest tractat segons el qual Portugal es va veure obligat a pagar una indemnització de 20 milions de francs a França i fou obligada a cedir part de la Guaiana. Aquestes addicions es van establir i dictar per Napoleó Bonaparte després que va enviar el seu exèrcit a Portugal.